# Heinz-Dieter Freese

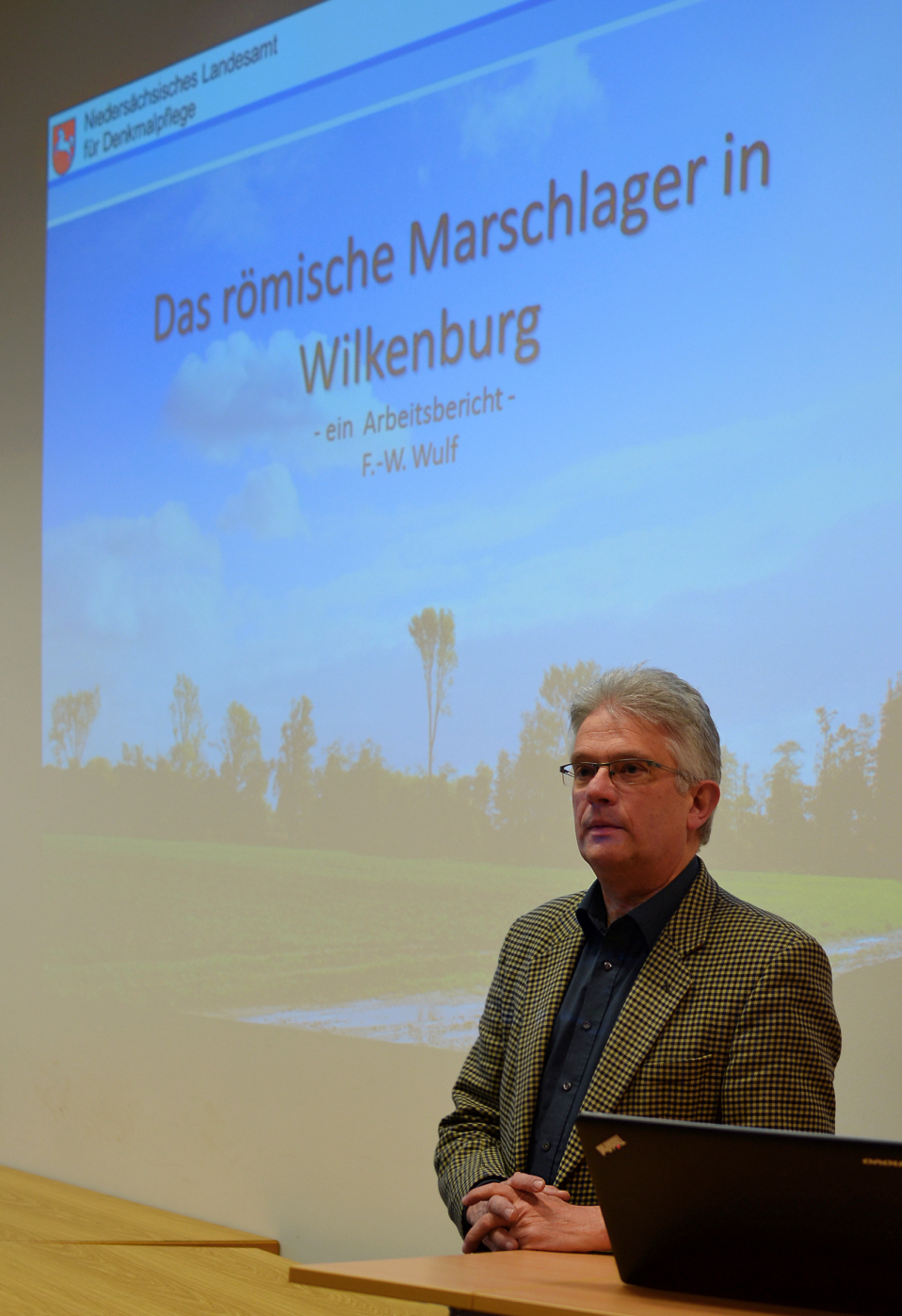
Heinz-Dieter Freese bei einem Vortrag zum Römischen Marschlager von Wilkenburg, 2016

Heinz-Dieter Freese (* 22. Dezember 1957 in Verden) ist ein deutscher Pastor und Luftbildarchäologe.

## Leben
Heinz-Dieter Freese legte das Abitur am Domgymnasium Verden ab und studierte in Tübingen sowie Göttingen. Sein Vikariat absolvierte er in Bad Essen und Loccum. Die Ordination erfolgte in Altgarbsen. Anschließend war er kurze Zeit Pastor auf der Insel Juist. Es folgten zunächst elf Jahre in Nienburg/Weser sowie weitere 11 Jahre in Neudorf-Platendorf. 2015 trat Freese in der Nachfolge eine Pastorenstelle in Martfeld an. 2018 ging er in den vorzeitigen Ruhestand und zog in seine Heimatstadt Verden. Er und seine Ehefrau haben zwei Söhne.

### Engagement in der Bodendenkmalpflege
1973 kam Heinz-Dieter Freese erstmals mit der Archäologie in Kontakt, als er nach dem Orkan Quimburga mit einer Schülergruppe Räumdienst in Wäldern bei Verden ableistete und Schäden an durch Windwurf gestörten Grabhügeln dokumentierte. Später nahm er an verschiedenen Ausgrabungen, wie der Siedlungskammer Rullstorf, teil und wirkte im Auftrag der Bezirksregierung Lüneburg an der archäologischen Landesaufnahme im Bereich Soltau durch die Registrierung von Bodendenkmalen mit.
In den 1980er Jahren wertete Freese in einem dreimonatigen Projekt Luftbilder im Niedersächsischen Landesamt für Denkmalpflege aus. Dies führte zu seiner Betätigung als ehrenamtlicher Luftbildarchäologe, der er seit 1994 nachkommt. Nachdem der Luftbildarchäologe Otto Braasch in den 1990er Jahren eine luftbildarchäologische „Grundversorgung“ für das Bundesland Niedersachsen abgeliefert hatte, setzt Freese die Luftbildprospektion seither großflächig fort.
Zwischen 1991 und 2002 war Freese ehrenamtlich Beauftragter für die archäologische Denkmalpflege in der Samtgemeinde Landesbergen/Mittelweser. Dort baute er eine archäologische Arbeitsgemeinschaft auf, die kleinere Ausgrabungen durchführte. 
1998 war Heinz-Dieter Freese Gründungsmitglied des Vereins Freundeskreis für Archäologie in Niedersachsen (F.A.N.). Er gehörte 10 Jahre dem Vorstand des Vereins an, der als einer der wichtigsten Archäologievereine in Niedersachsen gilt. Seit 1998 leitet Freese die Arbeitsgruppe Luftbild des F.A.N., die durch Flugprospektion eine nichtinvasive Erkundung von Bodendenkmälern betreibt. Dies erfolgt in Abstimmung mit dem Niedersächsischen Landesamt für Denkmalpflege sowie anderen Stellen der niedersächsischen Denkmalpflege. Bei den Befliegungen durch ehrenamtlich tätige Piloten wurden bisher hunderte neuer Fundstellen entdeckt. Auf diese Weise sind auf der Trasse der NEL-Pipeline, die auf 220 km durch Niedersachsen führt, bereits vor Baubeginn 2011 zahlreiche archäologische Befunde bekannt geworden. Bei einem Flug im Jahr 2015 entdeckte Heinz-Dieter Freese auf einem Feld nahe seinem Wohnort Martfeld anhand von Bewuchsmerkmalen ein vorgeschichtliches Langhaus von 28 Meter Länge.
Zu Freeses bedeutendsten luftbildarchäologischen Entdeckungen zählen das Erdwerk von Müsleringen im Jahr 2008 und die Identifizierung des Römischen Marschlagers von Wilkenburg im Jahr 2014. Bei einem Flug im Jahr 2018 entdeckte er das Erdwerk von Wellie als etwa fünf Hektar große Anlage aus dem 4. Jahrtausend v. Chr. Es zeichnete sich durch Bewuchsmerkmale aufgrund der extremen Dürre 2018 in einem Weizenfeld ab. 2021 entdeckte er auf einem Orthofoto der niedersächsischen Landesvermessung die Burg Woldenbruch bei Sottrum.
Heinz-Dieter Freese ist auch als Amateurarchäologe am Boden tätig, unter anderem um seine Beobachtungen aus der Luft zu überprüfen. 2006 entdeckte er mittels Metallsonde auf einem germanischen Gräberfeld des 2. Jahrhunderts bei Sasendorf mit dem Bronzeeimer von Sasendorf eine Bestattungsurne in Form einer römischen Situla. Sie enthielt neben Leichenbrand einen goldenen Fingerring und Gewandnadeln aus Bronze sowie Silber.
Das Deutsche Nationalkomitee für Denkmalschutz zeichnete Heinz-Dieter Freese 2014 mit der Silbernen Halbkugel als dem „Deutschen Preis für Denkmalschutz“ aus. Seit 2020 ist er ehrenamtlich Beauftragter für die archäologische Denkmalpflege in der Samtgemeinde Thedinghausen.

## Veröffentlichungen
- mit Detlef Schünemann, Jörg Pöhl, Joachim Schumann: Ein älterbronzezeitliches Totenhaus bei Baden, Stadt Achim, Kr. Verden. in: Nachrichten aus Niedersachsens Urgeschichte Band 44, Hildesheim 1975, S. 341–344.
- Neue Siedlungsfunde links der Weser im Kreis Verden. in: Nachrichten aus Niedersachsens Urgeschichte Band 46, Hildesheim 1977, S. 333–351.
- Eisenzeitliche Hügelgräber beim Heidkrug, Gemarkung Holtum (Geest); Gemeinde Kirchlinteln, Kr. Verden. in: Nachrichten aus Niedersachsens Urgeschichte Band 47, Hildesheim 1977, S. 297–300.
- Ein Friedhof der jüngeren Bronzezeit in der Gemarkung Holtebüttel, Gemeinde Langwedel, Kr. Verden. in: Nachrichten aus Niedersachsens Urgeschichte Band 48, Hildesheim 1979, S. 199–200.
- Siedlungskeramik vom Harpstedter Stil aus Verden, Lkr. Verden. in: Nachrichten aus Niedersachsens Urgeschichte Band 48, Hildesheim 1979, S. 211–224.
- Mit Klaus Grote: Die Felsschutzdächer (Abris) im südniedersächsischen Bergland – Ihre archäologischen Funde und Befunde. in: Nachrichten aus Niedersachsens Urgeschichte Band 51, Hildesheim 1982, S. 17–70.
- Neues vom Angrivarier-Wall. In: Berichte zur Denkmalpflege in Niedersachsen 3/1997, S. 138–141.
- Die Rolle der ehrenamtlich Beauftragten im Planungsprozeß. in: Die Kunde N.F. 51, 2000, S. 233–236.
- Da liegt der Hund begraben! (Sondengänger, Metalldetektoren) in: Die Kunde N.F. 55, 2004, S. 85–91.
- Hobbyfliegen als Einflugschneise in die Archäologie. in:  Die Kunde N.F. 61, 2010, S. 159–160.
- Googles Erde und Newtons Ringe. in: Die Kunde N.F. 61, 2010, S. 155–158.
- Ein neolithisches Erdwerk an der Weser nahe Stolzenau im Landkreis Nienburg (Weser) In: Nachrichten aus Niedersachsens Urgeschichte Band 79, 2010, S. 3–9.
- Wie aus dem Lehrbuch: Positive Bewuchsmerkmale. In: Berichte zur Denkmalpflege in Niedersachsen  1/2011. S. 33–34.
- Die Oberflächenfunde der Fundstelle Sasendorf 19 (Ldkr. Uelzen), ein gemischtbelegter Friedhof der Älteren Römischen Kaiserzeit vom Typ Darzau in: Die Kunde N.F.65, 2014 (2016)
- Mit Gerd Lübbers: Ein Bronze-Eimer (Situla) mit Brandbestattung der älteren römischen Kaiserzeit aus Sasendorf (Ldkr. Uelzen)  in: Die Kunde N.F.65, 2014 (2016)
- Neues zur Luftbildprospektion in Niedersachsen. in: Berichte zur Denkmalpflege in Niedersachsen 4/2016, S. 202–203.
- „Das ist ein Hausgrundriss!“ in: Die Kunde N.F. 68, 2017, S. 109–111.
- Celtic fields im Mini-Format. Zwergenpopulation im Emsland entdeckt? in: FAN-POST des Freundeskreises für Archäologie in Niedersachsen, 2021, S. 22–25.
- Eine neue Burg im Ambergau in: FAN-POST des Freundeskreises für Archäologie in Niedersachsen, 2022, S. 20–21.
- Die Zukunft der archäologischen Flugprospektion in: Archäologie in Niedersachsen 2022, S. 45–48.
- Wohin damit? Erfahrungen bei der Aufarbeitung einer privaten Sammlung in: Archäologie in Niedersachsen, 2022, S. 124–127.
- Kleine Graben-Wall-Anlagen in Niedersachsen, Hannover, 2023 (= FAN-Schriftenreihe Band 3)